# Keith R. Kernspecht
Keith Kernspecht (født 28. juni 1945 i Grömitz, død 25. november 2024), var en kampsportsudøver, der opnåede stormestertitlen i Wing Tsun stilen.
Kernspecht var formand for EWTO, som er en niche organisation i Leung Ting's IWTA. EWTO omtaler Kernspecht som værende "Wing Tsuns fader i Europa".